# 側棘齒鱂
側棘齒鱂，為輻鰭魚綱鯉齒目鯉齒亞目谷鱂科的其中一種，為熱帶淡水魚，被IUCN列為瀕危保育類動物，分布於中美洲墨西哥Durango淡水流域，體長可達4公分，棲息在植被生長、水質清澈的湧泉處，生活習性不明，可做為觀賞魚。